# Raïon Tsentralny (Tcheliabinsk)

Situation du district central

Le raïon Tsentralny (Центра́льный райо́н, district central), de 1935 à 1961 raïon Stalinsky, district de Staline, est un des raïons (district) de la ville de Tcheliabinsk en Russie. Il s'étend dans la partie centrale et dans la partie occidentale de la ville. Il est baigné par le réservoir Cherchnevskoïe et la rivière Miass. Parmi les territoires qui appartenaient au district Stalinsky puis au district central, les districts Metallourguitchesky (Métallurgique) et Kourtchatovsky (de Kourtchatov) s'en sont détachés. Sa population était de 101 376 habitants en 2021.

## Composition
Ce district urbain de 44 km2 comprend le parc de culture et de repos Gagarine, le parc forestier de Cherchine, l'artère piétonnière Kirovka (partie  piétonnière de la rue Kirov, fameux lieu de promenade et de chalandise), le parc zoologique et le parc Aloé Polié qui sont tous des lieux prisés des citoyens de Tcheliabinsk. Il accueille aussi quelques édifices anciens, comme ceux de la rue du Travail (oulitsa Trouda), la plus ancienne de la ville avec ses bâtiments du XIXe siècle. L'on trouve dans ce district des bâtiments du patrimoine protégé, comme la maison Joukovski, le cinéma Znamia, l'hôtel particulier Arkhipov, etc.. Autrefois il y avait la forteresse de Tcheliabinsk, le musée régional occupe aujourd'hui son emplacement. La plupart des administrations publiques ont leur siège dans ce district.

## Statut
Depuis 2014, ce district a le statut de formation municipale (raïon de centre-ville) et possède son propre conseil de députés, au nombre de vingt personnes.

## Voies importantes
- perspective Lénine
- Perspective Sverdlovsk
- Rue Engels
- Rue Kirov (avec sa partie piétonnière: Kirovka)
- Rue Sonia Krivaïa
- Rue des Enthousiastes
- Rue Pouchkine
- Rue Vassenko
- Rue Karl Liebknecht
- Rue Khoudiakov
- Rue de la Commune (de Paris)
- Rue du Travail

## Enseignement

### Enseignement supérieur
- Université de médecine du Sud de l'Oural
- Académie de génie agraire de Tcheliabinsk
- Université pédagogique d'État de Tcheliabinsk
- Université d'État du Sud de l'Oural

### Enseignement spécialisé
- Technicum de transport de Tcheliabinsk
- Technicum de radiotechnique de Tcheliabinsk
- Collège de médecine de base de Tcheliabinsk

## Culture

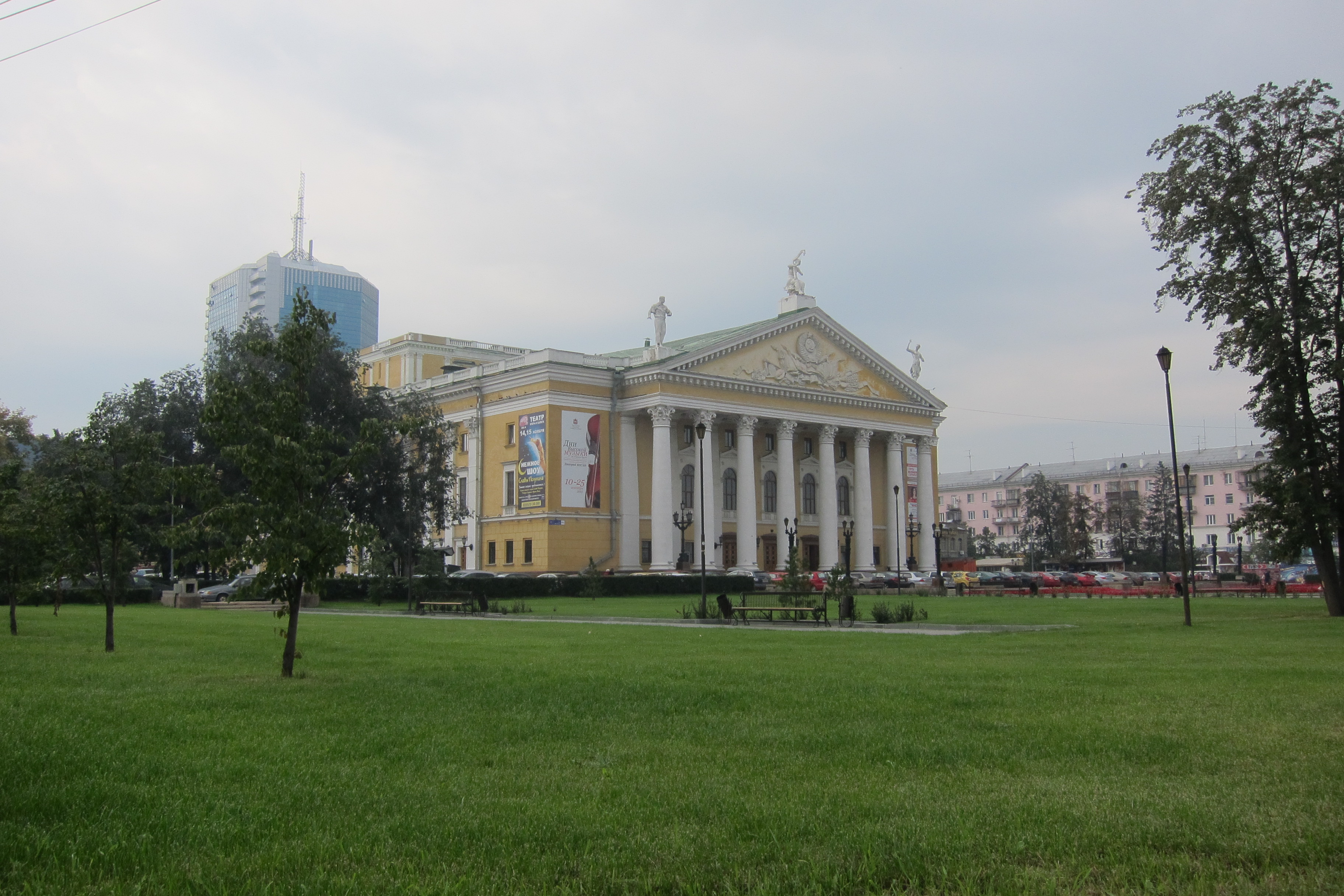
Le théâtre d'opéra et de ballet Glinka.

- théâtre d'opéra et de ballet Glinka
- Théâtre de chambre
- Association des concerts de Tcheliabinsk et Philharmonie de Tcheliabinsk
- Centre culturel et sportif de réhabilitation de Tcheliabinsk de la Société russe des aveugles
- Palais des Pionniers Kroupskaïa
- Cinéma Kinomax-Oural
- Cinéma Znamia
- Musée des beaux-arts de Tcheliabinsk
- Musée régional de Tcheliabinsk
- Bibliothèque scientifique universelle de l'oblast de Tcheliabinsk
- Bibliothèque pour la jeunesse Maïakovski
- Bibliothèque centrale municipale Pouchkine
- Bibliothèque centrale Gorki

## Cultes
- Église Saint-Alexandre-Nevski de Tcheliabinsk
- Synagogue de Tcheliabinsk

## Entreprises industrielles
- ОАО «Макфа», Makfa
- ОАО «Полёт», Poliot (radio)
- ОАО «Хлебпром», Khebprom (boulangerie industrielle)
- ООО «ПЛАНАР», Planar
- ООО  «Поликом», Polikom